# Paweł Gajewski (polityk)
Paweł Gajewski (ur. 1992) – polski działacz polityczny i telewizyjny.

## Życiorys
Pochodzi z Warszawy. Był asystentem Jacka Kurskiego w trakcie jego działalności w partii Solidarna Polska (zawiązanej w 2011). Zaangażował się w działalność partyjnej „młodzieżówki” pod nazwą Klub Młodych Solidarnej Polski, 27 października 2012 jako wiceprezes KMSP w Warszawie został wybrany do Prezydium Zarządu KMSP, 14 stycznia 2013 został wybrany do Rady Głównej Solidarnej Polski, a od 13 wrzenia 2013 był prezesem KMSP w Warszawie. W wyborach samorządowych z 2010 i z 2014 bez powodzenia kandydował z KW Prawo i Sprawiedliwość do rady dzielnicy Targówek. Ponadto z listy KW Solidarna Polska Zbigniewa Ziobry startował w wyborach do Parlamentu Europejskiego w 2014 w okręgu Miasto stołeczne Warszawa (jako najmłodszy kandydat całego Komitetu).
Po objęciu posady prezesa Telewizji Polskiej przez Jacka Kurskiego w 2016 został mianowany zastępcą dyrektora Biura Spraw Korporacyjnych TVP (nie dysponując wyższym wykształceniem, oraz nie posiadając zdanej matury, którą to zdał w 2019 r.). Równolegle, od 6 lutego 2018, był p.o. wicedyrektora ds. operacyjnych i ekonomicznych w Telewizyjnej Agencji Informacyjnej, a od października 2018 do 15 lutego 2021 był zastępcą dyrektora ds. operacyjnych i ekonomicznych TAI. Jednocześnie w TVP obejmował funkcje nadzorcze wobec audycji wyborczych podczas kampanii, a 20 sierpnia 2019 został mianowany pełnomocnikiem zarządu TVP ds. wyborów. Od 1 marca 2021, zastępując Dawida Wildsteina, został wiceszefem biura programowego TVP (jednocześnie odpowiadając za produkcję filmów dokumentalnych i sprawując funkcję redaktora naczelnym ośrodków regionalnych TVP). Wraz z wydzieleniem TVP3 ze struktur biura programowego od 6 maja 2021 został redaktorem naczelnym i dyrektorem tej jednostki. 31 sierpnia 2021 poinformowano, że również objął obowiązki dyrektora TVP3 Warszawa w miejsce zawieszonego bezterminowo Rafała Kotomskiego.
Od 2023 zatrudniony w Narodowym Banku Polskim.